# 喬治斯·福塔基斯
喬治斯·福塔基斯（希臘語：Γεώργιος Φωτάκης，羅馬化：Georgios Fotakis，1981年10月29日—）是希臘的一位職業足球運動員。在場上司職中場。他現在效力于希臘足球超級聯賽球隊帕奧克足球俱樂部。他也代表希臘國家足球隊參加賽事。